# Наштеттен (объединённая община)
Наштеттен — объединённая община в районе Рейн-Лан земли Рейнланд-Пфальц в Германии. 
Состоит из 31 местных общин и города Наштеттен, в котором находится управление.

## Члены объединённой общины
| - Берг - Беттендорф - Богель - Бух - Дитардт - Эр - Эндлихгофен - Эшбах - Геммерих - Хайнау - Химмигхофен - Хольцхаузен-ан-дер-Хайде - Хунцель - Касдорф - Кельбах - Лаутерт | - Липпорн - Мариенфельс - Милен - Наштеттен - Нидербахгайм - Нидервалльменах - Обербахгайм - Обертифенбах - Обервалльменах - Эльсберг - Реттерсхайн - Руппертсхофен - Штрют - Вайденбах - Вельтерод - Винтерверб |

## Совет объединённой общины
Совет объединённой общины Наштеттен состоит из 32 избираемых членов и бургомистра, работающего на штатной основе в качестве председателя. 
Распределение мест в Совете по итогам муниципальных выборов 7 июня 2009 года: СДПГ - 12, ХДС - 10, СвДП - 2, Партия зелёных - 2, самовыдвиженцы - 1.